# Маккей, Барри
Барри Маккей (англ. Barrie McKay; родился 30 декабря 1994 года в Пейсли, Шотландия) — шотландский футболист, вингер клуба «Харт оф Мидлотиан». Выступал в сборной Шотландии.

## Клубная карьера
Маккей — воспитанник клубов «Килмарнок» и «Рейнджерс». 13 мая 2012 года в матче против «Сент-Джонстона» он дебютировал в шотландской Премьер лиге в составе последнего, заменив во втором тайме Соне Алуко. По итогам сезона рейнджеры из-за финансовых проблем были исключены из Премьер лиги и начали выступления в Третьем шотландском дивизионе. Барри остался в команде, несмотря на интерес со стороны английских «Эвертона» и «Ливерпуля». 11 августа в матче против «Питерхеда» он забил свой первый гол за клуб из Глазго.
В 2013 года Маккей на правах аренды перешёл в «Гринок Мортон». 28 декабря в матче против «Гамильтон Академикал» он дебютировал за новую команду. 18 января 2014 года в поединке против «Ливингстона» Барри забил свой первый гол за «Гринок Мортон».
Летом того же года он вновь отправился в аренду, его новым клубом стал «Рэйт Роверс». В матче против «Ливингстона» Барри дебютировал за новую команду. 20 декабря в поединке против «Хиберниана» Маккей забил свой первый гол за «Рэйт Роверс». После окончания аренды Барри вернулся в «Рейнджерс» и помог клубу вернуться в элиту. Летом 2017 года Маккей перешёл в английский Ноттингем Форест. Сумма трансфера составила 500 тыс. фунтов. 4 августа в матче против «Миллуолла» он дебютировал в Чемпионшипе. В этом же поединке Барри забил свой первый гол за «Ноттингем Форест».
Летом 2018 года Маккей перешёл в валлийский «Суонси Сити», подписав контракт на три года. 4 августа в матче против «Шеффилд Юнайтед» он дебютировал за новую команду.
31 января 2020 года Маккей перешел в «Флитвуд Таун» на правах аренды до конца сезона.
7 сентября 2021 года Маккей подписал двухлетний контракт с «Харт оф Мидлотиан».

## Международная карьера
4 июня 2016 года в товарищеском матче против сборной Франции Маккей дебютировал за сборной Шотландии.
Шесть лет спустя он получил свой второй вызов в сборную на матч Лиги наций УЕФА против сборной Украины.